# Кароліна Нассау-Вайльбурзька
Кароліна Луїза Фредеріка Нассау-Вайльбурзька (нім. Karoline Luise Friederike von Nassau-Weilburg; 14 лютого 1770 — 8 липня 1828) — принцеса Нассау-Вайльбурзька, донька князя Нассау-Вайльбургу Карла Крістіана та принцеси Оранської Кароліни, дружина князя Від-Рункелю Карла Людвіга.

## Біографія
Народилась 14 лютого 1770 року у Кірхгаймболандені. Була шостою дитиною та третьою донькою в родині князя Нассау-Вайльбургу Карла Крістіана та його дружини Кароліни Оранж-Нассауської. Мала старших сестер Марію та Луїзу і братів Фрідріха Вільгельма та Вільгельма, який помер за два місяці. Згодом сімейство поповнилося п'ятьма молодшими дітьми, з яких дорослого віку досягли син Карл Вільгельм і доньки Амалія та Генрієтта.
У травні 1787 року Кароліна втратила матір, однак, вже у вересні того року взяла шлюб.
У 17 років стала дружиною спадкоємного графа Від-Рункелю Карла Людвіга, якому невдовзі виповнювалося 24. Наречений був старшим сином правлячого графа Крістіана Людвіга. Весілля пройшло 4 вересня 1787 року в Кірхгаймболандені. Дітей у подружжя не було.

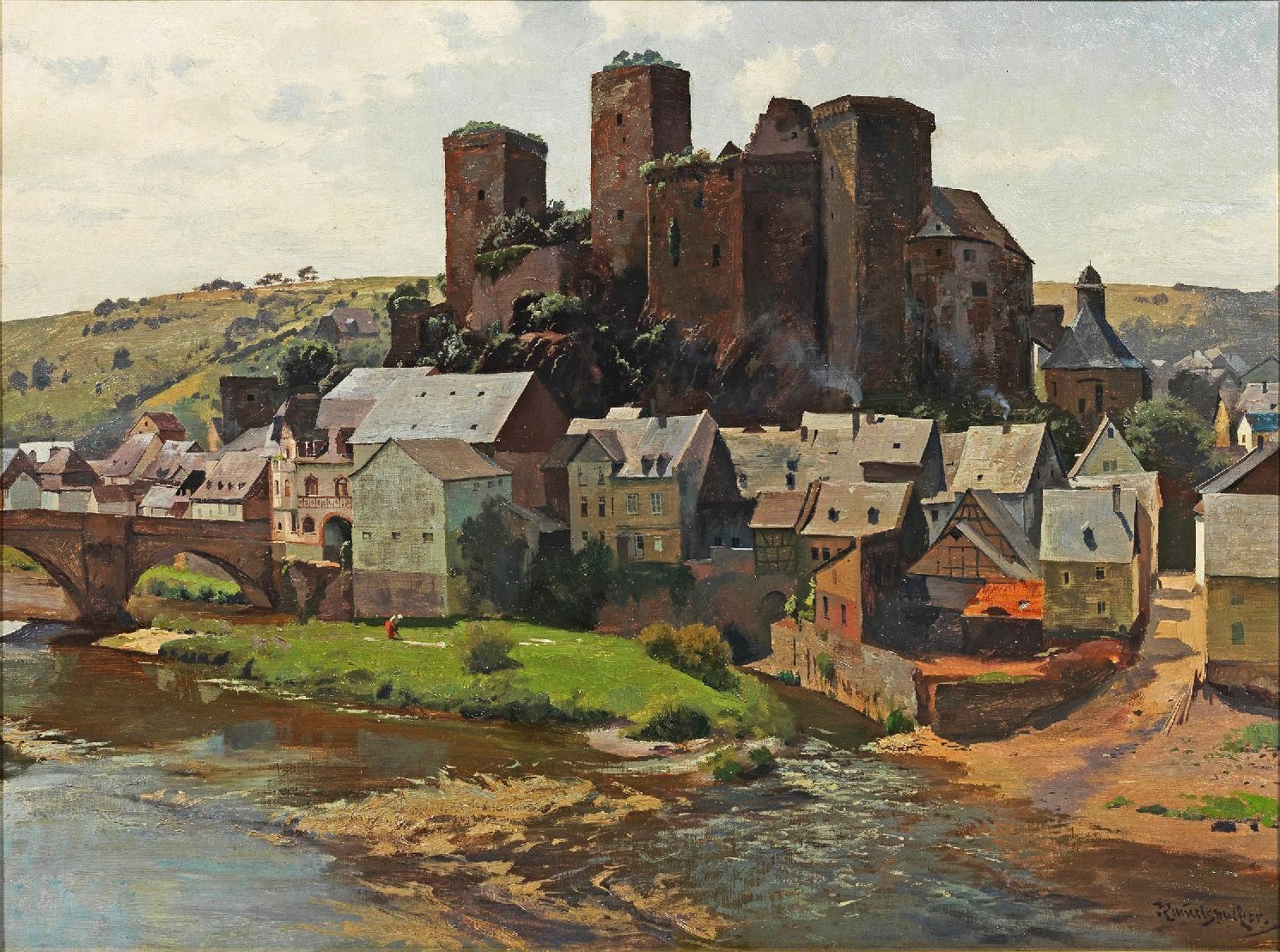
Замок Рункель

У 1791 році Крістіан Людвіг отримав титул князя, а в жовтні того ж року пішов з життя. Чоловік Кароліни став наступним правителем Від-Рункелю.
У 1806 році, зі створенням Наполеоном Рейнської конфедерації, князівство було медіатизоване, його землі відійшли до великого герцогства Берг. Після Віденського конгресу 1815 року — увійшли до складу герцогства Нассау.
Карла Людвіга не стало 9 березня 1824 року у Дірдорфі. Оскільки шлюб був бездітним, після смерті його меншого брата у квітні 1824 року, права на землі Від-Рункелю перейшли до Йоганна Карла Августа цу Віда. 
Кароліна померла 8 липня 1828 року у Вісбадені.